# Leoncio Martínez
Leoncio Martínez (Caracas, Venezuela, 22 de diciembre de 1888-Caracas, 14 de octubre de 1941) fue un humorista, periodista, dramaturgo, caricaturista, poeta, publicista, compositor de las letras de algunas melodías populares, y promotor del Círculo de Bellas Artes de Caracas. Destacó como caricaturista. Su trabajo en Venezuela pudo ser apreciado en periódicos como: El Cojo Ilustrado (1908), La Voz del Pueblo, El Nuevo Diario (1913), La Linterna Mágica, Pitorreos (1918), y Fantoches (1923-1941), semanario del cual fue fundador.
Se le conoció como «Leo», apodo que utilizaba para autografiar sus caricaturas, en el área de fiesta brava se le conocía como «Don Quintín, el Amargao».

## Resumen biográfico
Leoncio nació en Caracas el 22 de diciembre de 1888, sus padres fueron Juan Martínez Zozaya e Isabel Martínez. Hacia 1899, cuando apenas contaba con 10 años de edad, inicia su actividad de caricaturista en el periódico humorístico La Linterna Mágica. En 1908 inicia actividades como poeta en el El Cojo Ilustrado y obtiene renombre como caricaturista por su actividad en el diario El Universal.
Para el año de 1911 viaja a Puerto Rico donde reside por varios meses y colabora en la revista Carnaval, en la cual se encarga de la redacción y trabaja como caricaturista. Regresa al país en compañía de Rómulo Gallegos, Alejandro Carías, Julio Planchart, Luis Yépez y Jesús Seprum. De regreso a Caracas lidera, en compañía de Manuel Cabré y Antonio Edmundo Monsanto, el movimiento de renovación artística venezolana que da origen al Círculo de Bellas Artes.
En 1918, en compañía de Francisco Pimentel (Job Pim), José Antonio Calcaño y José Rafael Pocaterra, funda el diario humorístico Pitorreos. En el año de 1923 funda el semanario Fantoches en donde ejerció como director simultáneamente con las funciones de caricaturista y redactor. Cuando el semanario Fantoches es cerrado 1932 por el régimen gomecista, pasó a trabajar como caricaturista y columnista en el diario La Esfera. Al morir Juan Vicente Gómez dedica toda su energía a reabrir el semanario Fantoches, el cual fue suspendido por orden estatal el 10 de junio de 1937, Leoncio Martínez posteriormente intentaría apelar la decisión sin éxito. El seminario regresa y finalmente desaparece de la historia periodística venezolana poco después de la muerte de Leo, acaecida el 14 de octubre de 1941.
Entre las múltiples facetas en que destacó Leo está la de haber sido el primero en hacer publicidad luminosa en algunas esquinas de Caracas, adaptando a una estantería de fondo con instalaciones de bombillos, telas transparentes dibujadas y coloreadas que cambiaba cada mes, logrando así el efecto de luz que se requería. Además de hacer los decorados para numerosas obras de teatro, sainetes y zarzuelas de la época (entre las que se destaca la escenografía para la zarzuela en un acto y tres cuadros Alma Llanera, 1914, de Rafael Bolívar Coronado y Pedro Elías Gutiérrez), Leoncio Martínez fue dramaturgo y creador de revistas musicales como Sin Cabeza (1917), representada en su estreno por el popular actor Rafael Guinand, «El Rey del Cacao» (1914) y «Nenelisk» (1917), en las que comparte honores con Armando Benítez, y «El Conflicto» (1917), cuya autoría comparte con Francisco Pimentel y Armando Benítez, todas de reconocida intención popular. También destaca por haber escrito la letra de algunas canciones muy conocidas como Dama Antañona y La Musa del Joropo.
En 1932 publica una compilación de todos sus cuentos bajo el título de Mis otros fantoches.
Estuvo preso en varias ocasiones por sus reiteradas críticas a los gobiernos de Juan Vicente Gómez y Eleazar López Contreras.

## Honores
- En 1940 en el Teatro Nacional se le rindió homenaje.[2]
- El día 14 de octubre de 1941 todos los periódicos venezolanos insertan en primera plana la noticia de la lamentable muerte de Leoncio Martïnez «Leo».[2][6]
- En 1943 se imprimen sus poesías.[4]
- Para 1959 Aquiles Nazoa edita Los dibujos de Leo.[4]
- En el este de Caracas, en el municipio Sucre del estado Miranda, la Parroquia Leoncio Martínez lleva su nombre.[4]

### Videos
- Dama Antañona - Autores: Francisco De Paula Aguirre y Leoncio Martínez – Karaoke

- Datos: Q2884680